# 天子驾六博物馆
34°40′29″N 112°26′14″E / 34.67460°N 112.43710°E

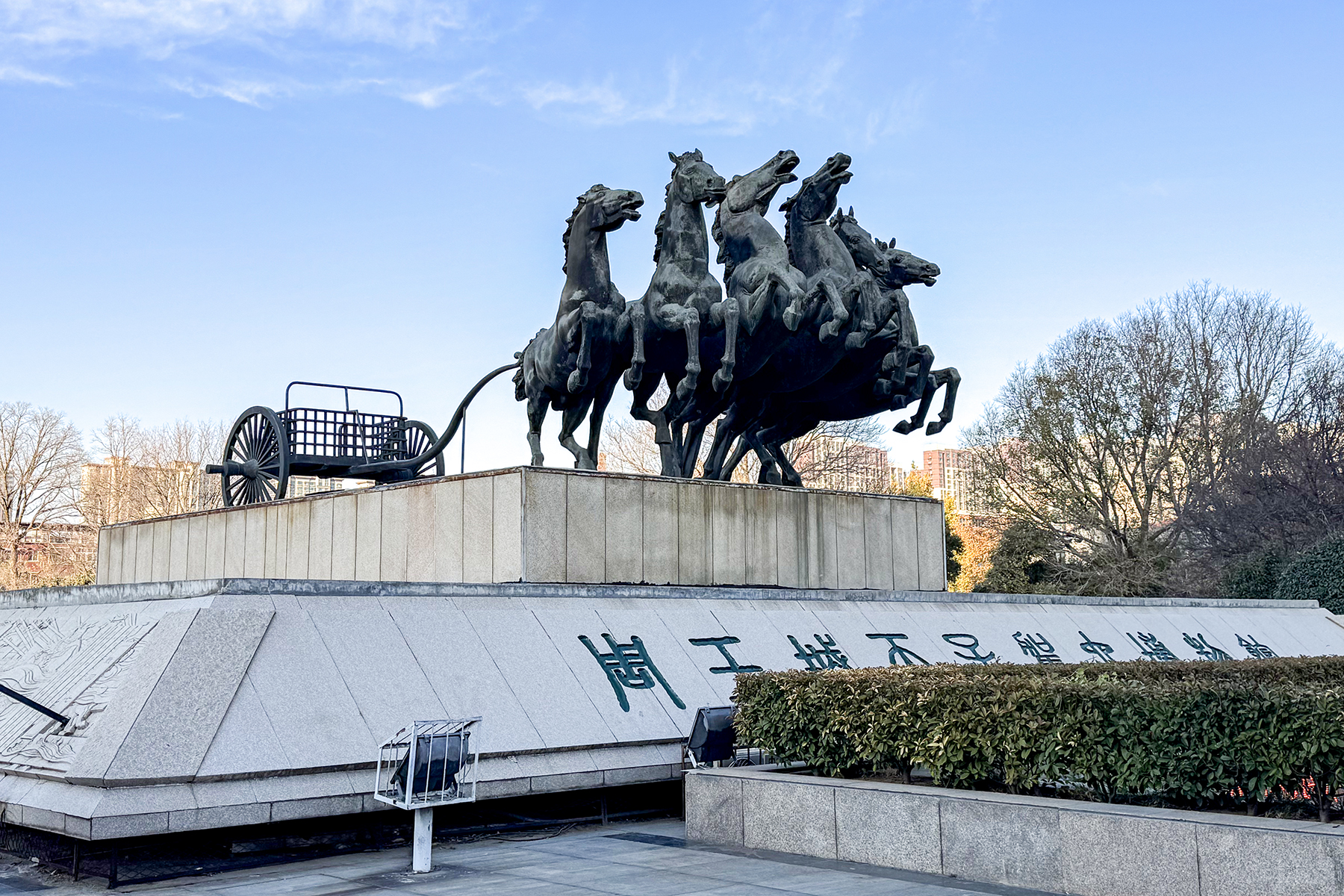
洛阳周王城广场驾六博物馆正门上方的天子驾六铜像

天子驾六博物馆全称洛阳周王城天子驾六博物馆，位于河南省洛阳市西工区人民东路与人民西路中间，中州路北侧。它以东周王城遗址出土的“天子驾六”车马坑命名，在遗址中共发现21座中型古墓葬和2座车马坑，当地采取了就地建馆的方式对这些遗物进行保护。天子驾六博物馆成为一座以展示东周时期王城、王陵和王器等文物的专题博物馆。

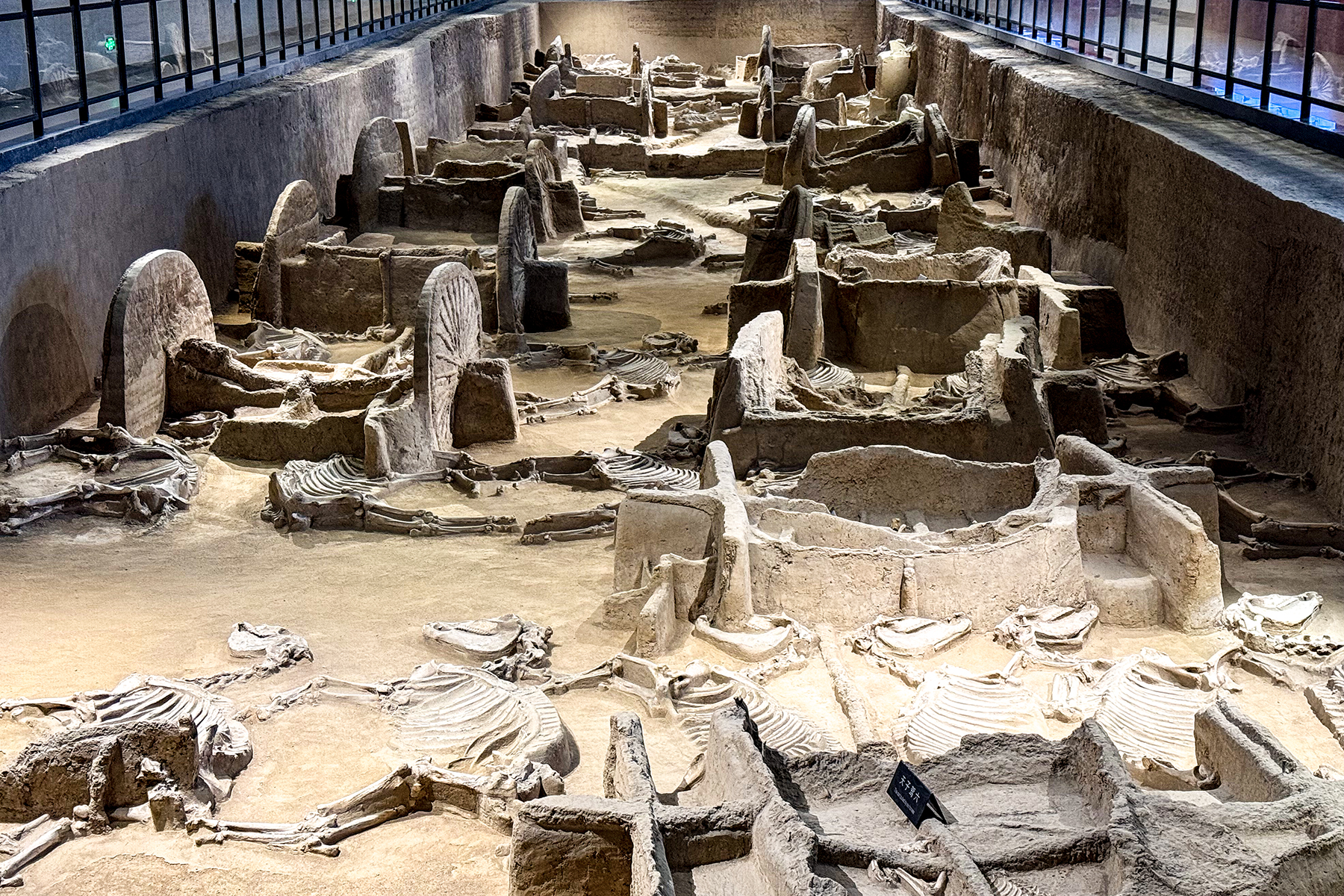
天子驾六车马坑
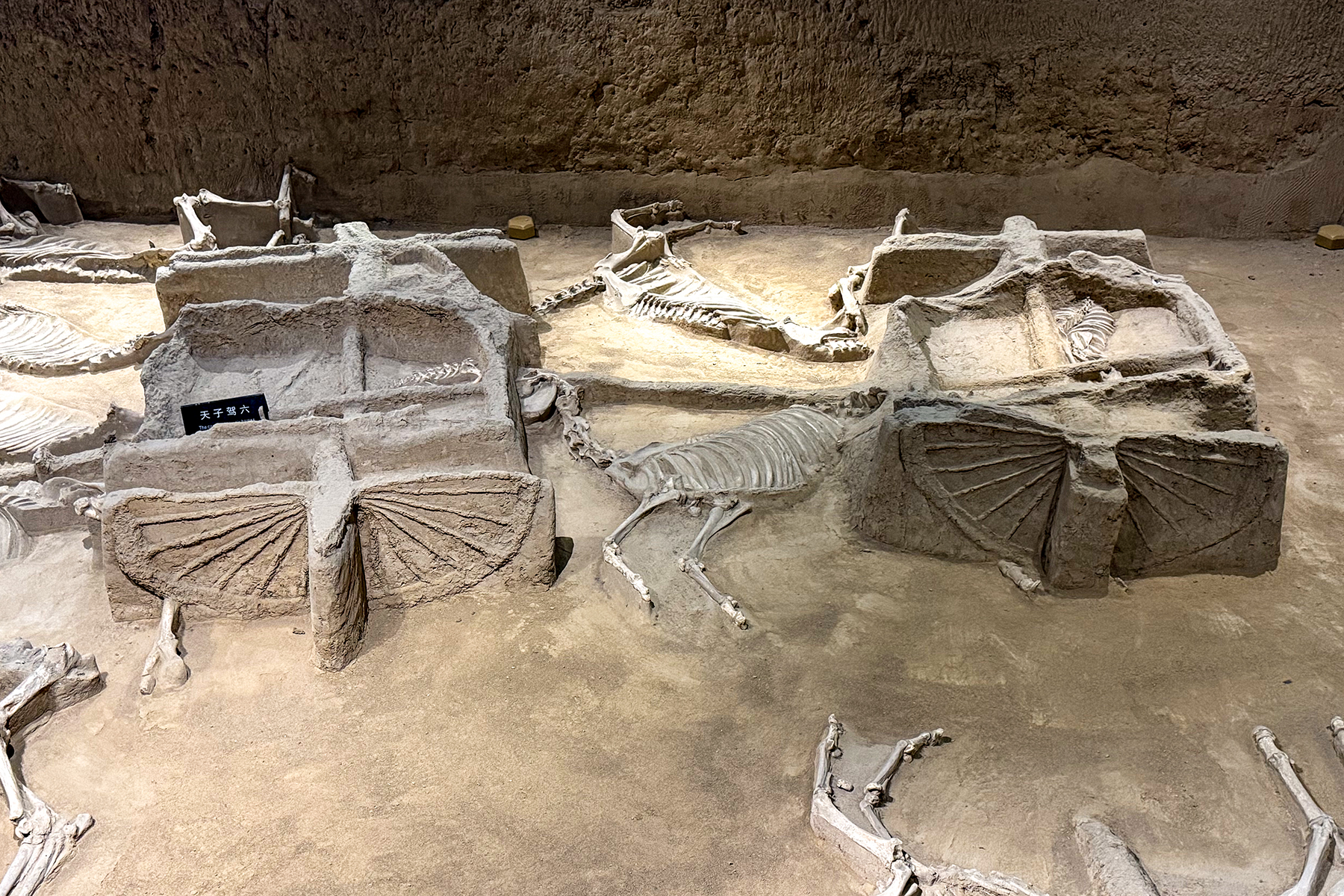
天子驾六车轮
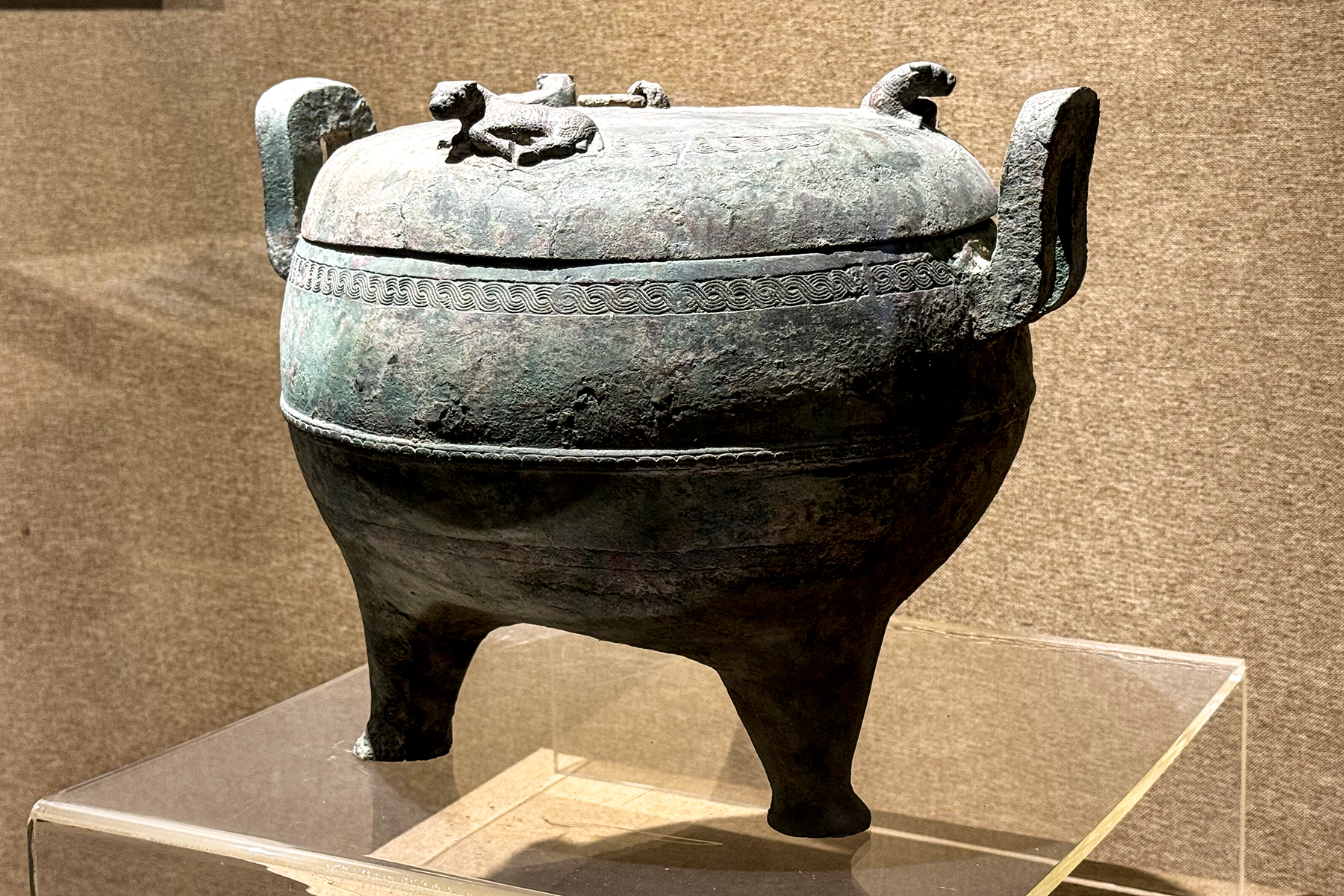
东周王城出土的铜鼎